# Jean-Nicolas-Louis Durand

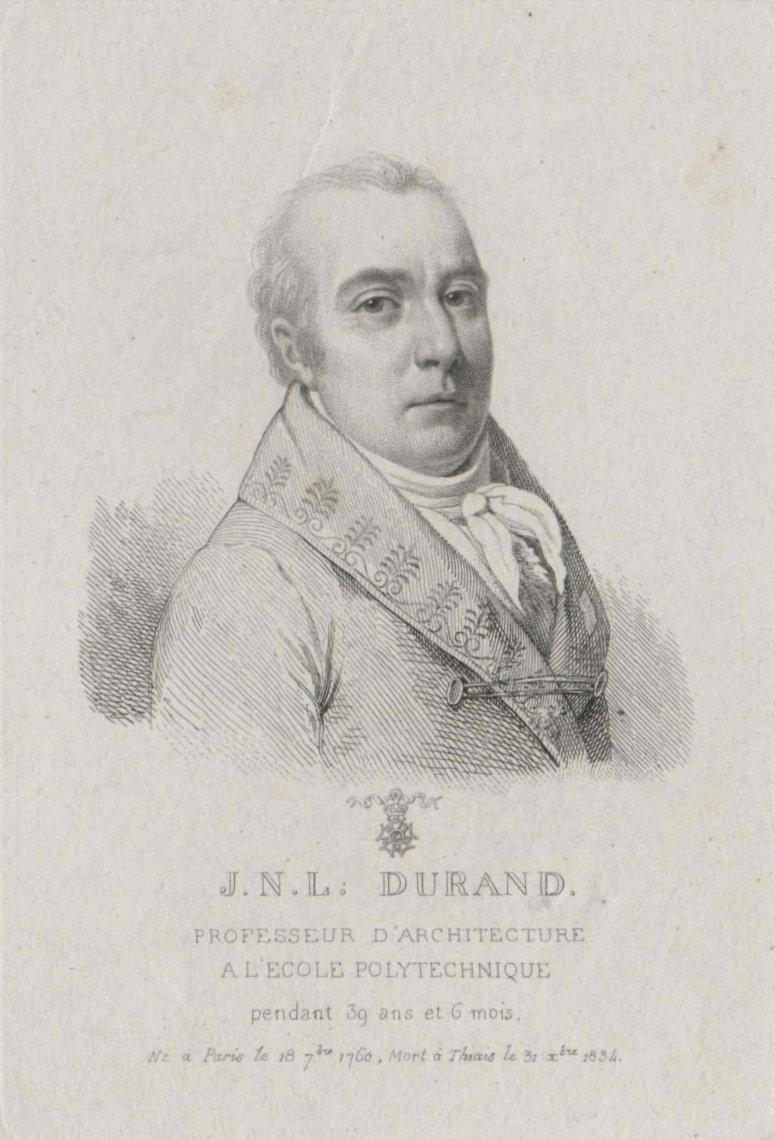
Jean-Nicolas-Louis Durand (1800)

Jean-Nicolas-Louis Durand (* 18. September 1760 in Paris; † 31. Dezember 1834 in Thiais) war ein klassizistischer französischer Architekt, Architekturtheoretiker und Professor für Architektur.

## Leben und Wirken
Durand wurde in Paris als Sohn eines Schuhmachers geboren. Er studierte an der Académie royale d’architecture und arbeitete bereits ab 1776 bei dem Revolutionsarchitekten Étienne-Louis Boullée als Zeichner. 1779 und 1780 gewann Durand beim Prix de Rome den zweiten Preis, in den Jahren nach der Französischen Revolution folgten diverse Preise bei Architekturwettbewerben, doch resultierte daraus keine bauliche Umsetzung. Über seine Wettbewerbserfolge gelang es ihm jedoch, sich für eine Lehrtätigkeit zu empfehlen. 1794 wurde er zunächst Zeichner an der neu gegründeten École polytechnique in Paris und erhielt dort ab 1795 einen Lehrstuhl für Architektur.
Mit einem modularen System, das auf einem quadratischen Raster basiert, entwickelte Durand für alle wichtigen Bautypen eine egalitäre Entwurfsmethodik. Seine schematischen Typenentwürfe, die er in einer Art Baukatalog zusammenfasste, stellte er stets über Grundriss, Aufriss und Schnitt dar. Auch für die Proportionierung der Säulen hatte Durand ein Modulsystem vorgeschlagen, bei dem ein Modul einem halben unteren Säulendurchmesser entsprechen und in 24 Teile geteilt werden sollte, woraus sich dann alle Glieder der Säulenordnungen entwickeln ließen. In Durands Vorstellung sollte die von ihm entwickelte neue Architektur für alle Bauaufgaben über einem gleichen Raster errichtet werden. Als rein rational geprägtes System, das sich von künstlerischen Launen und architektonischer Dekoration befreit hat, sollte diese Architektur für alle Menschen, zu allen Zeiten gültig sein. Durand sah das wesentliche Ziel der Architektur in einem Höchstmaß an Ökonomie und Zweckmäßigkeit und bot für jede Bauaufgabe die jeweils passende Lösung an. Sein besonderes Interesse galt dabei den öffentlichen Bauten. So entwickelte er beispielsweise für den Bautyp Museum das Motiv der Rotunde als zentrales Element. Ein Ansatz, der insbesondere auch bei Schinkels Altem Museum in Berlin (1830) eine direkte bauliche Umsetzung findet.
An der École Polytechnique bildete Durand bis 1830 Ingenieure aus und lehrte sie sein typologisch geordnetes, streng geometrisches Entwerfen. Mit seiner Lehre avancierte Durand zu einem der bedeutendsten Theoretiker seiner Zeit.
Bereits zwischen 1802 und 1805 veröffentlichte Durand seine architektonische Typenlehre als Lehrbuch unter dem Titel „Précis des leçons d’architectures données à l’École Polytechnique“ (Abriss der Vorlesungen über Baukunst, gehalten an der polytechnischen Schule). Durch Nachdrucke und Übersetzungen wurde diese Publikation zu einem der wichtigsten Architekturtraktate dieser Zeit. Durand gelang es, die theoretische Grundlage einer standardisierten, modular aufgebauten Architektur zu schaffen, die aus seriell gefertigten Teilen gefügt wird.
Ein wichtiges Folgeprojekt dieses neuen Ansatzes ist der aus modularen Fertigteilen errichtete Crystal Palace zur Weltausstellung 1851 in London von Joseph Paxton.
In Deutschland wurden vor allem klassizistische Architekten wie Friedrich Weinbrenner, Karl Friedrich Schinkel, Gustav Vorherr und Leo von Klenze von Durands Entwurfsmethodik stark beeinflusst. Gustav Vorherr reiste ebenso wie dessen Nachfolger, Leo von Klenze, nach Paris, um als Gasthörer an der École Polytechnique Durands Vorlesungen zu besuchen. Clemens Wenzeslaus Coudray, den man auch den Architekten der Weimarer Klassik nennen könnte, hatte bei ihm studiert.

## Nachwirkung
Das auf einem geometrischen Raster entwickelte, vollkommen rational geprägte  Entwerfen war im 20. Jahrhundert eine wichtige Referenz für die Architektur des Funktionalismus der 1920er Jahre. Darüber hinaus wurde die 1936 von Ernst Neufert (1900–1986) konzipierte "Bauordnungslehre" von den Theorien Durands beeinflusst.
Auch Architekten wie Oswald Mathias Ungers (1926–2007) und dessen „rationale Architektur“ beziehen sich auf Durands Lehre.

## Kritik
Der Architekt Gottfried Semper (1803–1879) bezeichnete Durand als „Schachbrettkanzler für mangelnde Ideen“.
Die von Durand angestrebte "Objektivierung des Entwurfsprozesses" blendet die Auseinandersetzung mit einem spezifischen Ort sowie die "menschliche Erfahrungswelt" aus.

## Zitate
- „Die Anordnung ist der einzige Zweck der Baukunst.“
- „Vor allem muß ein Gebäude, um zweckmäßig zu seyn, dauerhaft, reinlich und bequem seyn.“

## Publikationen
- Recueil et parallèle des édifices de tout genre, Paris 1800 (Digitalisate Université Strasbourg:) Bd. 1, Bd. 2, Bd. 3, Bd. 4.
- Précis des leçons d’architectures données à l’École Polytechnique, Paris 1802–1805 (Digitalisat Bayerische Staatsbibliothek) Bd. 1, Bd. 2
- Partie graphique des cours d’architecture faits a l’École Royale Polytechnique, Paris 1821

## Bauten
- 1788: Maison Lathuille in der rue Faubourg-Poissonnière, Paris
- um 1810: Veranstaltungsgebäude (Pavillon) in der avenue René-Panhard, Thiais